# Ludgarda meklemburska
Ludgarda meklemburska (ur. między 1259 a 1261, zm. między 11 a 14 grudnia 1283) – córka Henryka I Pielgrzyma (lub, według Rocznika kaliskiego i Rocznika Traski, Mikołaja Kaszuby, księcia Kaszubów) i Anastazji Barnimówny, żona Przemysła II.
Ślub Ludgardy mającej 12-14 lat z 17-letnim księciem Przemysłem II odbył się w 1273 roku w Szczecinie. Za wyswatanie pary odpowiedzialny był książę szczeciński o imieniu Barnim. Po ślubie para nowożeńców przybyła do Poznania, gdzie była witana w uroczystej procesji przez m.in. księcia kaliskiego Bolesława Pobożnego i jego żonę Helenę oraz biskupa poznańskiego Mikołaja. Ich pożycie nie układało się szczęśliwie. Najprawdopodobniej było to spowodowane niepłodnością Ludgardy.
W 1281 roku Ludgarda wraz z mężem Przemysłem II przebywała w Kaliszu.
Zmarła 10 lat po ślubie. 15 grudnia 1283 została pochowana w katedrze gnieźnieńskiej.
Według Jana Długosza została dźgnięta nożem i uduszona (lub podcięto jej gardło) przez sługę swego męża na jego żądanie, a później mąż urządził jej uroczysty pogrzeb podczas którego ją opłakiwał. Wg Kroniki oliwskiej śmierć Przemysła II była zemstą za jej zabójstwo. Postać księżnej stała się kanwą wielu wierszy, poematów, pieśni, tragedii, m.in. Adama Naruszewicza, Franciszka Karpińskiego, przedstawienia plenerowego Jacka Kowalskiego czy niezachowanej średniowiecznej Pieśni o Ludgardzie. Ze względu na traktowanie jej zgonu jako męczeństwa dla obrony nienaruszalności sakramentu małżeństwa wykształcił się jej kult. W Kronice oliwskiej określono ją mianem świątobliwej (łac. sancte).
Jacek Kowalski napisał również artykuł o wzmiankach na temat zamku Przemysła i Ludgardy w literaturze średniowiecznej, zawierający jego tłumaczenie średniowiecznej, rymowanej opowieści o Ludgardzie z języka niemieckiego na polski.